# یانی دوبرشوتز
یانی دوبرشوتز (انگلیسی: Jens Doberschütz؛ زادهٔ ۵ اکتبر ۱۹۵۷) قایقران روئینگ اهل آلمان بود.